# 加德兹
加德兹（波斯語：‎）位于阿富汗东部，是帕克蒂亚省的首府。加德兹被兴都库什山脉和附近的沙漠所包围。根據1979年的人口普查，该市的人口估计约为1万人，2008年估计为7万人。 2015年，加德兹的人口為70,641人。该市原本大部分為塔吉克人，但最近随着大量普什图人移居加德兹，加德兹大部分人口轉變為普什图人。加德兹下轄13个区，总面积为6174公顷。加德兹總住宅套数为7,849。